# Раднаргосп
Раднарго́спи (рос. совнархоз) — ради народного господарства, державні органи регіонального управління й планування господарства УРСР і СРСР, що існували в 1918—1931 і 1957—1965 роках.

## 1918—1931 роки
Перші місцеві раднаргоспи в Україні були створені в січні 1918 року Південною Радою народного господарства Донецько-Криворізького басейну для управління націоналізованими підприємствами під керівництвом Вищої Ради народного господарства РРФСР. У період воєнного комунізму раднаргоспи були в постійному конфлікті з органами робітничого контролю. У. pp. НЕПу Р. на місцях були ліквідовані, і замість них утворено галузеві трести, синдикати й об'єднання, але в межах УРСР існувала Вища Рада народного господарства України (після утворення СРСР, Рада Народного Господарства УРСР — її очолював до 1931 р. Всеволод Голубович, підпорядкована Вищій Раді народного господарства СРСР). У 1932—1934 рр. Вища Рада народного господарства СРСР, Рада народного господарства УРСР, трести й синдикати були ліквідовані і створено союзні й союзно-республіканські галузеві народні комісаріати, а з 1946 — міністерства.

## 1957—1965 роки
У травні 1957 року, після ліквідації 10 міністерств, раднаргоспи відновлено як територіально-планові органи управління економічно-адміністративних районів (див. Районування економічне). В УРСР утворено 11, згодом 14 раднаргоспів, яким підпорядковано майже всі промислові підприємства, за винятком воєнних (див. Адміністративно-територіальна реформа в УРСР (1957–1960)).
Їх завданням було виконувати плани, складені Держпланами СРСР і УРСР, складати плани підприємств, наглядати за їх виконанням, розподіляти кадри й фондовану продукцію, керувати зв'язками між підприємствами. Раднаргоспи виявили тенденцію до «містництва», тобто інтереси своїх районів ставити понад інтереси інших районів і республік.
В 1960 році створено республіканський Укрраднаргосп, який очолював М. Соболь, а 1963 — Вищу Раду народного господарства СРСР. У 1962 р. відбулася централізація й укрупнення раднаргоспів. Їх число в Україні було скорочено до 7. Одночасно обмежено функції держпланів винятково перспективним плануванням, а складання і виконання щорічних планів передано РНГ УРСР і СРСР.
Після відставки М.Хрущова в 1965 році було ліквідовано всі раднаргоспи й відновлено централізовану галузеву систему міністерств, подібну до часів Сталіна. Держплани також відновили свої попередні функції, хоч значення територіального планування й районування у розрізі республіки помітно послабло.
З 1 січня 1966 р. припинили свою діяльність ВРНГ СРСР, РНГ СРСР, республіканські раднаргоспи, раднаргоспи адміністративних економічних районів та державні галузеві й виробничі комітети. Внаслідок подальшої реорганізації в Україні діяло 22 союзно-республіканських і 7 республіканських міністерств: автомобільного транспорту і шосейних шляхів, будівництва, комунального господарства, місцевої промисловості, освіти, охорони громадського порядку, соціального забезпечення.

## Українська рада народного господарства
З 6 липня 1960 до 14 січня 1966 року була найвищим органом із керівництва раднаргоспами в Українській РСР

### Голови Української Ради Народного Господарства (Укрраднаргоспу)
- 30.07.1960 — 29.03.1961 Соболь Микола Олександрович
- 29.03.1961 — 9.03.1963 Кузьмич Антон Савич
- 9.03.1963 — 23.10.1965 Розенко Петро Якимович

### 1-і заступники голови Української Ради Народного Господарства
- .10.1960 — 29.03.1961 Кузьмич Антон Савич
- .03.1961 — .03.1963 Гарбузов Віктор Федорович
- .03.1963 – 1965 Поляков Дмитро Іванович

### заступники голови Української Ради Народного Господарства
- .10.1960 — .03.1961 Гарбузов Віктор Федорович
- .10.1960 — .12.1961 Горбась Микола Пилипович
- .10.1960 – 1965 Цомая Борис Герасимович
- 1960 — 1965 Онищенко Григорій Потапович
- .03.1961 – 1965 Куликов Яків Павлович
- .05.1961 – 1965 Мазур Євген Васильович (із оборонної промисловості)
- .01.1962 — .01.1963 Арешкович Василь Данилович (із капітального будівництва)
- .03.1963 – .10.1965 Миргородський Микола Дмитрович
- .03.1963 – .10.1965 Вілєсов Геннадій Іванович
- .04.1965 — .10.1965 Безус Микола Олександрович (із зовнішньо-економічних питань)

## Територіальні Ради Народного Господарства (раднаргоспи) в Українській РСР

### Вінницький економічний адміністративний район (31.05.1957 — 26.12.1962)
Голови
- 31.05.1957 — .12.1962 Япаскурт Василь Васильович

Заступники голови
- .06.1957 — .08.1958 Третьяков Григорій Іванович (1-й заст.)
- .06.1957 — .12.1962 Процак Ігор Євгенович (1-й заст. з .08.1958)
- .06.1957 — .12.1962 Карповцев Михайло Іванович
- .09.1958 — .12.1962 Александров Анатолій Миколайович
- .01.1962 — .12.1962 Редькін Б.Т. (з капітального будівництва)

### Ворошиловградський (з 1958 Луганський) економічний адміністративний район (31.05.1957 – 26.12.1962)
Голови
- 31.05.1957 – .05.1960 Кузьмич Антон Савич
- .05.1960 – 26.12.1962 Худосовцев Микола Михайлович

Заступники голови
- .06.1957 – .05.1960 Худосовцев Микола Михайлович (1-й заст.)
- .06.1957 – .12.1962 Дикін Олексій Іванович (1-й заст.)
- .06.1957 – .05.1959 Сєдов Б.Я.
- .06.1957 – .10.1960 Гончаренко М.І.
- .05.1959 – .12.1962 Дмитрієв М.О.
- .10.1960 – .12.1962 Ткаченко Іван Андрійович (1-й заст.)
- .10.1960 – .04.1962 Штернов Олександр Олексійович

### Дніпропетровський економічний адміністративний район (31.05.1957 — 26.12.1962)
Голови
- 31.05.1957 — .07.1960 Тихонов Микола Олександрович
- .07.1960 — 26.12.1962 Лукич Леонід Юхимович

Заступники голови
- .06.1957 — .07.1960 Лукич Леонід Юхимович (1-й заст.)
- .06.1957 — .12.1962 Сливинський Андрій Іванович (1-й заст.)
- .06.1957 — .09.1960 Мелешкін С.М.
- .06.1957 — .05.1960 Яковлєв Василь Миколайович
- .04.1958 — .12.1962 Вахрушев М.О. (з оборонної промисловості)
- .10.1960 — .12.1962 Виноградов В.С.
- 1960 — .01.1962 Арешкович Василь Данилович
- .04.1962 — .12.1962 Рябчий М.Є.

### Запорізький економічний адміністративний район (31.05.1957 — 26.12.1962)
Голови
- 31.05.1957 — .09.1961 Івановський Георгій Іванович
- .09.1961 — .12.1962 Скляров Павло Іванович

Заступники голови
- .06.1957 — .03.1959 Бакума Павло Федорович (1-й заст.)
- .06.1957 — .09.1961 Скляров Павло Іванович (1-й заст.)
- .06.1957 — .12.1962 Рудич Михайло Антонович (1-й заст. з .04. до .12.1962)
- .06.1957 — .06.1961 Корольов М.І.
- .06.1960 — .12.1962 Поздняков І.О.
- .06.1961 — .12.1962 Трощенко Трохим Кузьмич
- .12.1961 — .12.1962 Іванов В.А.

### Київський економічний адміністративний район (31.05.1957 — 26.12.1962)
Голови
- 31.05.1957 — 26.12.1962 Лісняк Павло Якович

Заступники голови
- .06.1957 — .04.1960 Приходченко Павло Прокопович (1-й заст.)
- .06.1957 — .12.1962 Єсипенко Іван Іванович
- .06.1957 — .12.1962 Грицюк Іван Григорович
- .06.1957 — .12.1962 Крупко Олександр Петрович
- .05.1958 — .12.1962 Степанченко Василь Олексійович (із оборонної пром. з .05.1958 до .04.1960, 1-й заст. з .04.1960)
- 1960 — .02.1962 Михайлов Микола Миколайович
- .06.1962 — .12.1962 Бондарев М.І.

### Львівський економічний адміністративний район (31.05.1957 — 26.12.1962)
Голови
- 31.05.1957 — .02.1958 Валуєв Володимир Миколайович
- .02.1958 — 26.12.1962 Івонін Іван Павлович

Заступники голови
- .06.1957 — .02.1958 Івонін Іван Павлович (1-й заст.)
- .06.1957 — .03.1962 Локоть Семен Я. (1-й заст. з .05.1958 до .03.1962)
- .06.1957 — .05.1961 Дубина А.І.
- .06.1958 — .06.1961 Редькін Б.Т.
- .08.1959 — .12.1962 Горшихін Іван Захарович
- .06.1961 — .12.1962 Новиков М.В.
- .06.1961 — .12.1961 Куцевол Василь Степанович
- .03.1962 — .12.1962 Костина Петро Якович (1-й заст.)
- .05.1962 — .12.1962 Балутенко Валентин Васильович

### Одеський економічний адміністративний район (31.05.1957 — 26.12.1962)
Голови
- 31.05.1957 — .08.1958 Рудницький Петро Васильович
- .08.1958 — .08.1960 Селіванов Олександр Гнатович
- .08.1960 — .12.1962 Поляков Дмитро Іванович

Заступники голови
- .06.1957 — .11.1958 Мезенцев Сергій Панасович (1-й заст.)
- .06.1957 — .04.1959 Смирнов Леонід Степанович
- .06.1957 — .12.1962 Гапій Дмитро Гаврилович
- .11.1958 — .12.1962 Бриг Борис Вадимович (1-й заст.)
- .04.1959 — .12.1962 Заярний Лазар Олексійович

### Сталінський (с 9.11.1961 Донецький) економічний адміністративний район (31.05.1957 — 26.12.1962)
Голови
- 31.05.1957 — .03.1962 Дядик Іван Іванович
- .03.1962 — .12.1962 Дегтярьов Володимир Іванович

Заступники голови
- .06.1957 — .10.1960 Нирцев Михайло Петрович (1-й заст.)
- .06.1957 — .03.1961 Голубов Святослав Володимирович (1-й заст.)
- .06.1957 — .12.1962 Гавриленко Микола Георгійович (1-й заст. з .04.1961 до 1965)
- .06.1957 — .12.1962 Валентинов О.М.
- .06.1959 — 1962 Катеринич Іван Трохимович
- .03.1961 — .04.1962 Лукієнко І.В.
- .04.1961 — .12.1961 Красозов Іван Павлович
- .04.1962 — .12.1962 Лубенець Григорій Кузьмович
- .05.1962 — .09.1962 Рудченко Василь Павлович
- .08.1962 — .12.1962 Моргунов М.Т. (по оборонній та машинобудівній промисловості)
- .09.1962 — .12.1962 Сліпченко Л.Д.

### Станіславський (в 1962 Івано-Франківський) економічний адміністративний район (31.05.1957 — 26.12.1962)
Голови
- 31.05.1957 — 26.12.1962 Єременко Анатолій Петрович

Заступники голови
- .06.1957 — .12.1962 Романов Іван Васильович (1-й заст.)
- .06.1957 — .08.1959 Голодов І.І.
- .06.1957 — .10.1961 Бондар П.І.
- .08.1959 — .12.1962 Князєв Георгій Михайлович
- .10.1961 — .12.1962 Люберцев В.К.

### Харківський економічний адміністративний район (31.05.1957 — 26.12.1962)
Голови
- 31.05.1957 — .03.1958 Скачков Семен Андрійович
- .03.1958 — .07.1960  Соболь Микола Олександрович
- .08.1960 — 26.12.1962 Соїч Олег Владиславович

Заступники голови
- .06.1957 — .12.1962 Якунін Олексій Іванович (1-й заст.)
- .06.1957 — .08.1960 Киреєв М.Т. (1-й заст.)
- .06.1957 — .12.1962 Пчелінцев П.П.
- .06.1957 — .12.1959 Чорненький Данило Герасимович
- .05.1958 — .08.1960 Лиходєй В.М. (з оборонної промисловості)
- .12.1959 — .12.1962 Повзик Марко Власович
- .08.1960 — .12.1962 Єрмоленко О.І. (з оборонної промисловості)
- .08.1960 — .12.1962 Конюшевський Євген І. (1-й заст.)

### Херсонський економічний адміністративний район (31.05.1957 — 26.12.1962)
Голови
- 31.05.1957 — 26.12.1962 Прибильський Іван Степанович

Заступники голови
- .06.1957 — .12.1962 Прокопенко Петро Тимофійович
- .06.1957 — .12.1962 Горецький В.П.
- .09.1957 — .08.1959 Гриценко Павло Пилипович
- .03.1958 — .10.1960 Цомая Борис Герасимович (із оборонної пром. з .03. до .08.1958, 1-й заст. з .08.1958 до .10.1960)
- .08.1959 — .10.1960 Парфенков А.П.
- .10.1960 — .12.1962 Найдьонов Павло Андрійович
- .07.1961 — .12.1962 Андріанов Володимир Миколайович (1-й заст.)

### Кримський економічний адміністративний район (17.05.1960 — 26.12.1962)
Голови
- 17.05.1960 – 26.12.1962 Суркін Микола Прокопович

Заступники голови
- .05.1960 – .12.1962 Шапошніков Євген Миколайович (1-й заст.)
- .05.1960 – .07.1961 Швецов І.М.
- .05.1960 – .12.1962 Несвітайлов К.І.
- .07.1961 – .12.1962 Шайтуро Леонід Федорович

### Полтавський економічний адміністративний район (17.05.1960 — 26.12.1962)
Голови
- 17.05.1960 — 26.12.1962 Яковлєв Василь Миколайович

Заступники голови
- .05.1960 — .04.1962 Лубенець Григорій Кузьмович (1-й заст. з .08.1960 до .04.1962)
- .05.1960 — 1962 Лушін М.Г.
- .05.1960 — 1962 Пучков Іван Васильович
- .04.1962 — .12.1962 Шевченко Георгій Іванович (1-й заст.)

### Черкаський економічний адміністративний район (17.05.1960 — 26.12.1962)
Голови
- 17.05.1960 — 26.12.1962 Чернегов Олександр Степанович

Заступники голови
- .05.1960 — .12.1962 Смертюк Василь Григорович (1-й заст.)
- .05.1960 — .03.1961 Степаненко Ігор Дмитрович
- .05.1960 — .12.1962 Барильченко Сергій Порфирович

### Донецький економічний район (26.12.1962 — 23.10.1965)
Голови
- 26.12.1962 — 23.10.1965 Худосовцев Микола Михайлович

Заступники голови
- .01.1963 — 1965 Гавриленко Микола Георгійович (1-й заст.)
- .01.1963 — 1965 Моргунов М.Т. (по оборонній та машинобудівній промисловості з .05.1963)
- .01.1963 — .10.1965 Тичинін Віктор Сергійович
- .02.1963 — 1965 Ярополов І.М.
- .02.1963 — 1965 Дмитрієв М.О.
- .02.1963 — 1965 Потапов Олександр Якович
- .07.1963 — 1965 Бушнєв Сергій Дмитрович
- .09.1963 — .05.1964 Хохлов Панас Іванович
- .08.1964 — 1965 Захаров Анатолій Анатолійович

Начальники Головного управління по будівництву
- .01.1963 — 1967 Дикін Олексій Іванович

### Київський економічний район (26.12.1962 — 23.10.1965)
Голови
- 26.12.1962 — .10.1965 Лісняк Павло Якович

Заступники голови
- .02.1963 — 1965 Степанченко Василь Олексійович (1-й заст. та з оборонної пром.)
- .01.1963 — 1965 Єсипенко Іван Іванович
- .01.1963 — 1965 Пучков Іван Васильович
- .02.1963 — 1965 Урусов Костянтин Васильович
- .05.1963 — 1965 Шимко Іван Гаврилович
- .05.1963 — .10.1965 Санов Микола Михайлович

Начальники Головного управління по будівництву
- .01.1963 — .11.1965 Михайлов Микола Миколайович
- .12.1965 — 196.6 Бондарєв М.І.

### Львівський економічний район (26.12.1962 — 23.10.1965)
Голови
- 26.12.1962 — .10.1965 Єременко Анатолій Петрович

Заступники голови
- .02.1963 — 1965 Дядик Іван Іванович (1-й заст.)
- .01.1963 — 1965 Романов Іван Васильович
- .01.1963 — 1965 Горшихін Іван Захарович
- .02.1963 — 1965 Новиков М.В.
- .02.1963 — 1965 Глущенко М.А. (з оборонної промисловості та машинобудування)
- .10.1963 — 1965 Даниляк М.І.

Начальники Головного управління по будівництву
- .01.1963 — 196.5 Шевченко Георгій Іванович

### Подільський економічний район (м.Вінниця) (26.12.1962 — 23.10.1965)
Голови
- 26.12.1962 — .10.1965 Степаненко Ігор Дмитрович

Заступники голови
- .01.1963 — .03.1963 Процак Ігор Євгенович (1-й заст.)
- .01.1963 — 1965 Александров Анатолій Миколайович
- .01.1963 — .09.1964 Карповцев Михайло Іванович
- .01.1963 — 1965 Малик І.М.
- .03.1963 — 1965 Барильченко Сергій Порфирович (1-й заст. з .06.1963)
- .09.1964 — 1965 Ванін А.С.

Начальники Головного управління по будівництву
- .01.1963 — .06.1966 Бородавка І.Ф.
- .06.1966  — 196.7 Кравець А.Г.

### Придніпровський економічний район (м.Дніпропетровськ) (26.12.1962 — 23.10.1965)
Голови
- 26.12.1962 — .10.1965 Лукич Леонід Юхимович

Заступники голови
- .01.1963 — .10.1965 Балакін Федір Микитович (1-й заст.)
- .01.1963 — 1965 Виноградов В.С.
- .01.1963 — 1965 Рябчий М.Є.
- .01.1963 — .10.1963 Трощенко Трохим Кузьмич
- .01.1963 — 1965 Іванов В.А.
- .02.1963 — 1965 Вахрушев М.О. (з оборонної промисловості)
- .11.1963 — 1965 Юхименко В.В.

Начальники Головного управління по будівництву
- .01.1963 — .02.1964 Сливинський Андрій Іванович
- .02.1964 — 1967 Поборчий Олександр Павлович

### Харківський  економічний адміністративний район (26.12.1962 — 23.10.1965)
Голови
- 26.12.1962 — .10.1965 Соїч Олег Владиславович

Заступники голови
- .01.1963 — .12.1963 Якунін Олексій Іванович (1-й заст.)
- .01.1963 — .09.1965 Пчелінцев П.П.
- .01.1963 — 1965 Повзик Марко Власович
- .01.1963 — .05.1964 Єрмоленко О.І. (з оборонної промисловості)
- .01.1963 — 1965 Змага П.І. (1-й заст. з .12.1963)
- .08.1963 — .10.1965 Потюкаєв Михайло Олексійович
- .12.1963 — 1965 Дєєв Павло Георгійович
- .05.1964 — 1965 Куликов В.Н.

Начальники Головного управління по будівництву
- .01.1963 — .04.1965 Голубов Святослав Володимирович
- .04.1965 — 196.7 Єроян Анушаван Срапіонович

### Чорноморський економічний район (м.Одеса) (26.12.1962 — 23.10.1965)
Голови
- 26.12.1962 — .10.1965 Прибильський Іван Степанович

Заступники голови
- .01.1963 — 1965 Гапій Дмитро Гаврилович
- .01.1963 — .06.1963 Каляєв Валентин Олександрович
- .02.1963 — .04.1965 Шапошніков Євген Миколайович (з .02. до .07.1963 з оборонної промисловості, з .07.1963 до .04.1965 1-й заст. голови з оборонної промисловості)
- .03.1963 — .09.1963 Бриг Борис Вадимович
- .07.1963 — 1965 Балков П.П.
- .12.1963 — 1965 Хоменко І.А.
- .12.1963 — 1965 Селівановський В.М.

Начальники Головного управління по будівництву
- .01.1963 — .10.1963 Несвітайлов К.І.
- .10.1963 — 1967 Рєпкін Іван Якимович